# Lidkvarvet
Der Lidkvarvet ist ein 2310 m hoher und teilweise vereister Berg in der Heimefrontfjella des ostantarktischen Königin-Maud-Lands. Er ragt im nordöstlichen Ausläufer der Sivorgfjella auf.
Wissenschaftler des Norwegischen Polarinstituts benannten ihn 1967. Namensgeber ist Ingvald Monsen Lid (1889–1965), ein für das Kommunikationswesen zuständiger Widerstandskämpfer gegen die deutsche Besatzung Norwegens im Zweiten Weltkrieg.